# Doug Sampson
Doug Sampson (ur. 30 czerwca 1957 w Hackney, Wielka Brytania) – trzeci perkusista Iron Maiden. W zespole w latach 1977–1979. Poznał Steve'a Harrisa w zespole Smiler.
Był jednym z czterech członków zespołu, którzy podpisali kontrakt płytowy z wytwórnią EMI, lecz zaraz potem odszedł z grupy z powodów zdrowotnych. Został zastąpiony przez Clive'a Burra, na krótko przed nagraniem debiutanckiej płyty. Pojawia się jednak na demo Sondhouse Tapes podobnie jak w piosence „Burning Ambition” z pierwszego singla Iron Maiden Running Free.